# Yponomeutinae
Sous-famille
Les Yponomeutinae sont une sous-famille de petits lépidoptères (papillons) de la famille des Yponomeutidae, appartenant au groupe des teignes. 
Les chenilles de plusieurs de ces espèces ont un comportement grégaire et sont localement et souvent temporairement invasives, couvrant le buisson-hôte ou l'arbre-hôte sur lesquels elles se développent, de toiles tissées avec un solide fil de soie. 
Ces chenilles peuvent alors totalement et spectaculairement défolier leur plante-hôte (un arbre adulte éventuellement), voire écorcer les branchettes de l'arbre ou arbuste qu'elles attaquent, mais ces derniers régénèrent habituellement de nouvelles feuilles.

## Genres rencontrés en Europe
- Banghaasia Friese 1960
- Cedestis Zeller 1839
- Euhyponomeuta Toll 1941
- Euhyponomeutoides Gaj 1954
- Kessleria Nowicki 1864
- Niphonympha Meyrick 1914
- Ocnerostoma Zeller 1847
- Paradoxus Stainton 1869
- Parahyponomeuta Toll 1941
- Paraswammerdamia Friese 1960
- Pseudoswammerdamia Friese 1960
- Swammerdamia Hübner 1825
- Yponomeuta Latreille 1796
- Zelleria Stainton 1849

## Genres connus dans le monde
- Abacistis
- Acmosara
- Acrataula
- Aemylurgis
- Aetherastis
- Aictis
- Amalthina
- Amblothridia
- Anaphantis
- Androgyne
- Anoista
- Artenacia
- Astaropola
- Atemelia
- Balanoptica
- Banghaasia
- Betharga
- Bhadorcosma
- Buxeta
- Calamotis
- Callithrinca
- Caminophantis
- Campbellana
- Cedestis
- Charicrita
- Chionogenes
- Choutinea
- Circostola
- Citrinarchis
- Comocritis
- Conchiophora
- Coptoproctis
- Corinea
- Cylicophora
- Cymonympha
- Cyptasia
- Dascia
- Dianasa
- Diaphragmistis
- Ditrigonophora
- Eftichia
- Enaemia
- Entrichiria
- Epactosaris
- Epichthonodes
- Epidictica
- Epopsia
- Eremothyris
- Eriopyrrha
- Euarne
- Eucalantica
- Eucatagma
- Eucedestis
- Euhyponomeuta
- Euhyponomeutoides
- Eumonopyta
- Eustixis
- Exanthica
- Exaulistis
- Hedycharis
- Hesperarcha
- Hierodryas
- Hofmannia
- Ilychytis
- Iriania
- Iridostoma
- Isotornis
- Ithutomus
- Kessleria
- Klausius
- Lampresthia
- Lissochroa
- Litaneutis
- Lycophantis
- Macarophanta
- Metanomeuta
- Metharmostis
- Mieza
- Mnemoses
- Morotripta
- Mychonoa
- Nematobola
- Nesotropha
- Niphonympha
- Nordmaniana
- Nosymna
- Nymphonia
- Ocnerostoma
- Oeta
- Opsiclines
- Orencostoma
- Oridryas
- Orinympha
- Orsocoma
- Orthosaris
- Palaetheta
- Palleura
- Paradoxus
- Parahyponomeuta
- Paraswammerdamia
- Parazelota
- Parexaula
- Pauridioneura
- Phasmatographa
- Piestoceros
- Plexippica
- Podiasa
- Porphyrocrates
- Procalantica
- Pronomeuta
- Protonoma
- Pseudocalantica
- Pseudocaprima
- Pseudorinympha
- Pseudoswammerdamia
- Pseudotalara
- Schistocyttara
- Spaniophylla
- Sporadarchis
- Stasiphron
- Steganosticha
- Stryphnaula
- Swammerdamia
- Syblis
- Sympetalistis
- Synadia
- Syncallia
- Syncathartis
- Syncerastis
- Syncrotaulella
- Tanaoctena
- Tarphyscelis
- Teinoptila
- Terthroptera
- Thecobathra
- Themiscyra
- Thyridectis
- Thyrsotarsa
- Toecorhychia
- Toiana
- Trisophista
- Trochastica
- Trychnomera
- Typhogenes
- Xyrosaris
- Yponomeuta
- Zelleria
- Zygographa